# 滩头乡
滩头乡，是中华人民共和国云南省昭通市盐津县下辖的一个乡镇级行政单位。

## 行政区划
滩头乡下辖以下地区：
玉屏社区、滩头村、新田村、花秋村、界牌村、北甲村和生基村。